# Eucteniza
Eucteniza (pronúncia: [juːktəˈnaɪzə] yook-tə-NY-zə) é um gênero de aranhas da família Euctenizidae [en], com pelo menos 14 espécies encontradas no México e no sul dos Estados Unidos. As espécies são caracterizadas por uma porção traseira mais macia na carapaça, e os machos possuem grandes espinhos nos dois primeiros pares de pernas ambulatórias, usados para segurar as fêmeas durante o acasalamento. Como outras aranhas semelhantes, constroem tocas no solo com uma tampa articulada, a partir das quais esperam para emboscar insetos e outros artrópodes que passam por perto. Muitas espécies são conhecidas apenas de uma ou duas localidades, ou apenas de espécimes machos. Espera-se que mais espécies sejam descobertas. O gênero Eucteniza é próximo de aranhas dos gêneros Entychides [en] e Neoapachella [en].

## Descrição
As aranhas do gênero Eucteniza atingem até 27,5 mm de comprimento corporal (excluindo as pernas), o que é considerado grande entre as aranhas. O cefalotórax (segmento anterior do corpo que contém os olhos, partes bucais e pernas) é oval, ligeiramente mais longo que largo, e inclina-se consideravelmente para trás quando visto de lado. O terço posterior da carapaça (superfície superior do cefalotórax) é relativamente macio e visivelmente mais claro. A carapaça frequentemente não apresenta pelos e, em algumas espécies, é margeada por cerdas pretas. Os oito olhos não são elevados e estão dispostos em duas fileiras numa área retangular: a fileira posterior é recurvada, ligeiramente curvada para cima (como uma tigela ou U raso), enquanto a fileira anterior é ligeiramente procurvada (curvada para baixo, como uma tigela invertida). As aranhas Eucteniza apresentam tons variados de marrom, com machos geralmente exibindo um marrom-avermelhado escuro. As mandíbulas (quelíceras) são marrom-escuras. O opistossoma pode apresentar uma mancha marrom-escura na superfície superior.

As medidas da maioria das espécies referem-se apenas ao cefalotórax, que é menos variável que o abdômen: os comprimentos registrados variam de 3,5 mm em E. huasteca a 11,5 mm em E. relata.

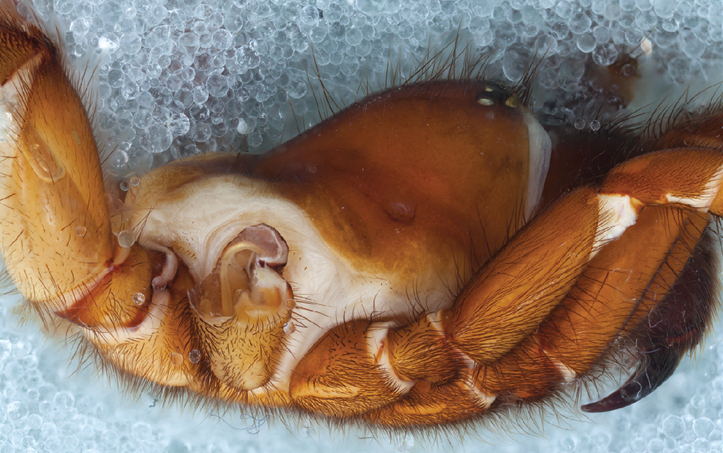
Vista lateral do cefalotórax, com a terceira perna removida
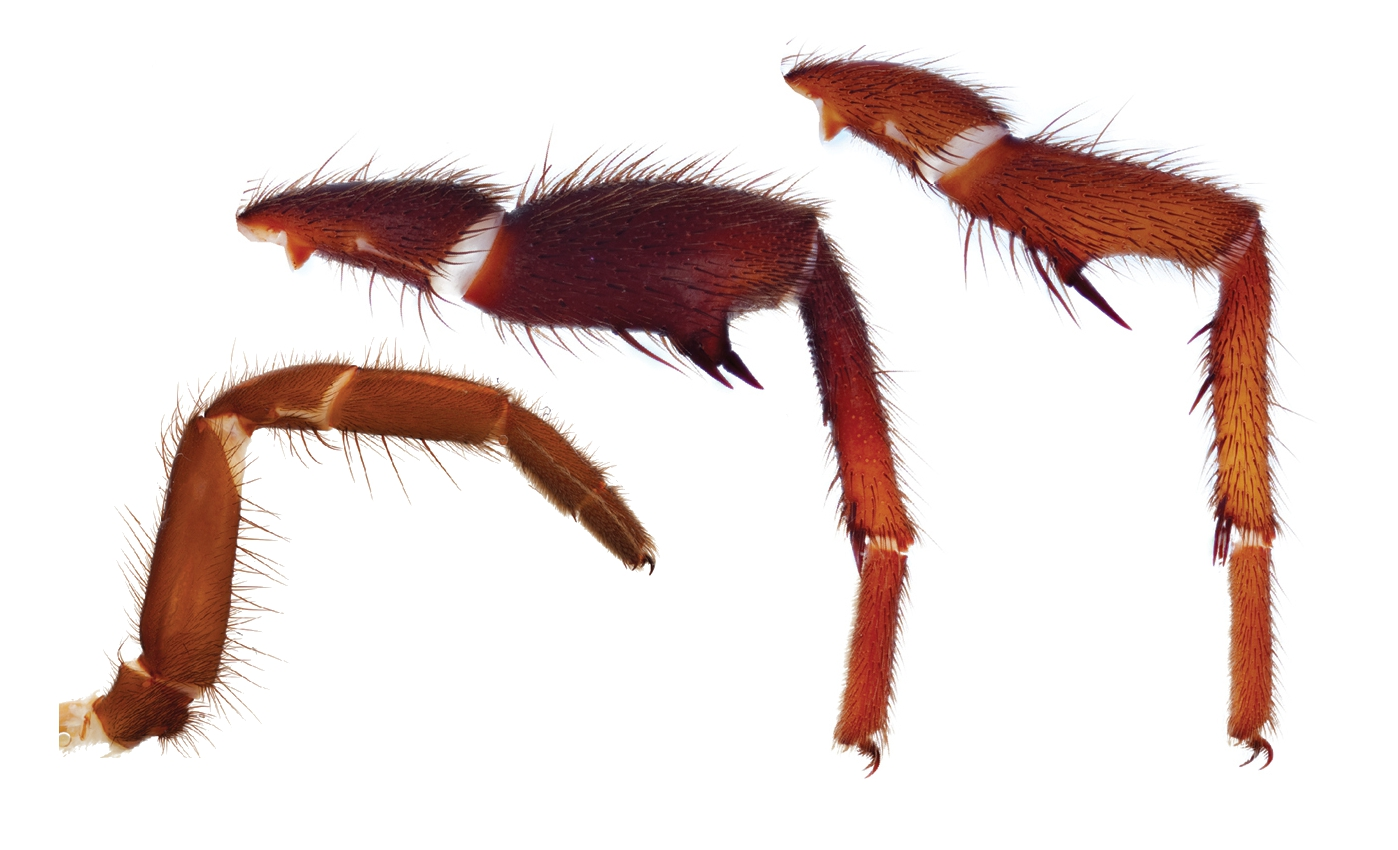
Perna 1 da fêmea (esquerda) e pernas 1 e 2 do macho com espinhos de acasalamento tibiais

Nos machos, as tíbias (quinto segmento das pernas) do primeiro e segundo pares de pernas ambulatórias são inchadas ou aumentadas em muitas espécies. Além disso, os machos possuem um ou dois espinhos proeminentes, conhecidos como "espinhos de acasalamento", nas tíbias do primeiro e segundo pares; gêneros relacionados possuem esses espinhos apenas no primeiro par de pernas. O tamanho, número e disposição desses espinhos variam entre as espécies. As fêmeas possuem uma ranhura com dentes duplos onde as presas se encaixam, diferente de qualquer outro gênero da família. Ambos os sexos também possuem "pentes de limpeza", fileiras de cerdas rígidas nas pernas traseiras.

## Comportamento

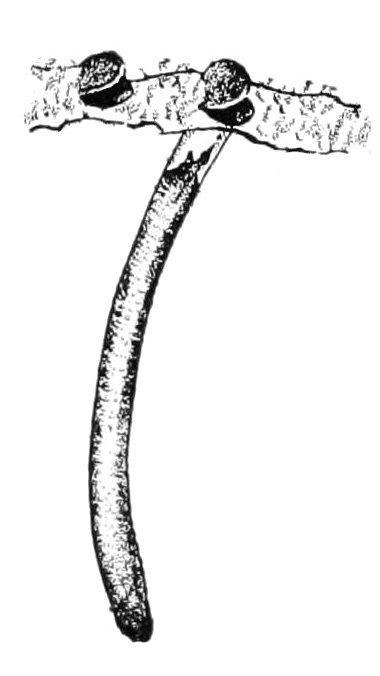
Eucteniza relata constrói tocas com tampa não ramificada

Como outras aranhas semelhantes, as espécies de Eucteniza constroem tocas no solo com uma tampa articulada, a partir das quais aguardam para emboscar presas que passam. Tocas e presas foram estudadas em E. relata, e acredita-se que outras espécies tenham comportamento semelhante. A toca consiste em um tubo não ramificado, revestido com seda e solo, com profundidade variando de 7 a 25 cm. A tampa, semelhante a uma rolha, é composta por seda e solo, articulada com seda. O fundo da toca acumula exoesqueletos de muda e restos de presas, que incluem besouros, formigas e milípedes. Tocas de adultos e filhotes foram encontradas próximas, sugerindo que os indivíduos não se dispersam muito após a eclosão. No Texas, a dispersão ocorre entre agosto e janeiro, período em que são mais frequentemente coletados. No México, esse período se estende de junho a janeiro.

## Habitat
O habitat predominante de Eucteniza é o deserto e a floresta tropical seca do México e do Texas. Espécimes foram coletados em altitudes que variam de 8 a 12 m acima do nível do mar (como nas espécies da Baixa Califórnia E. cabowabo, E. diablo e E. rosalia) até cerca de 3300 m (E. relata no nordeste do México). As tocas estão localizadas em terrenos planos ou com leve inclinação. No sul do Texas, E. relata pode construir tocas em gramados residenciais, sendo mais provável de serem encontradas após chuvas. As aranhas Eucteniza são geralmente difíceis de encontrar na natureza e raras em coleções de museus.

## Predadores
No Texas, acredita-se que E. relata seja predada por vespas do gênero Pepsis, conhecidas por paralisar tarântulas e outras aranhas para alimentar suas crias. Observações sugerem que fêmeas de Pepsis procuram hospedeiros Eucteniza e os picam dentro de suas tocas, deixando-os paralisados.

## Taxonomia

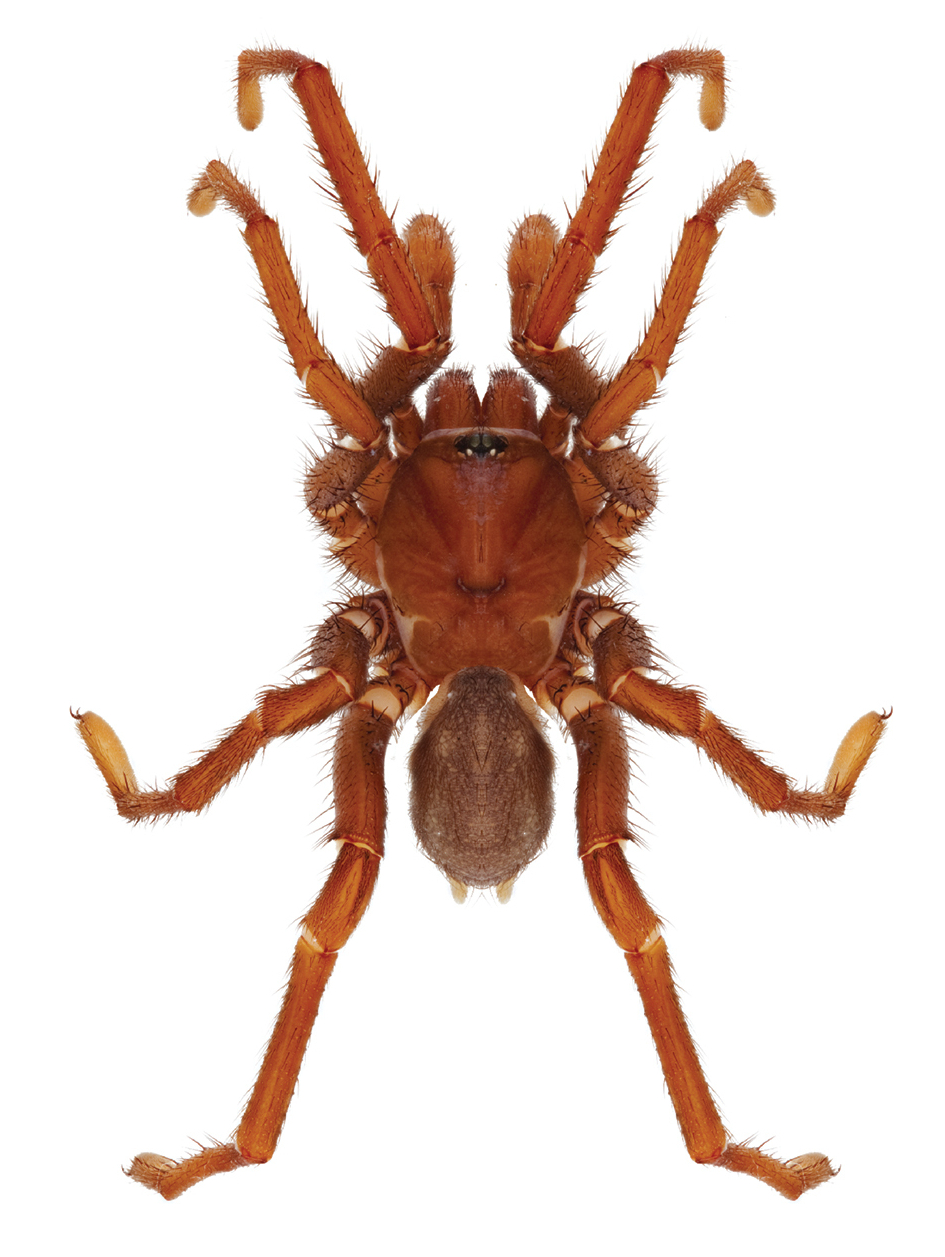
E. cabowabo, macho, nativo da Baixa Califórnia do Sul.

A história taxonômica de Eucteniza inclui quase 20 espécies nomeadas e quatro gêneros; os três nomes genéricos adicionais são agora considerados sinônimos taxonômicos de Eucteniza, e várias espécies nomeadas foram igualmente consideradas sinônimos de espécies descritas anteriormente.
O gênero Eucteniza foi estabelecido pelo naturalista austríaco Anton Ausserer em 1875 com a descrição de Eucteniza mexicana. Em 1895, o zoólogo e reverendo inglês Octavius Pickard-Cambridge descreveu os novos gêneros Favila e Enrico para as novas espécies relatus e mexicanus, respectivamente. Pouco depois, o sobrinho de Pickard-Cambridge, Frederick O. Pickard-Cambridge, transferiu F. relatus para Eucteniza, tornando Favila um sinônimo júnior de Eucteniza. Da mesma forma, Enrico mexicanus de Pickard-Cambridge foi sinonimizado com Eucteniza em 2002, o que exigiu uma mudança de nome para evitar confusão com Eucteniza mexicana de Ausserer. Assim, Enrico mexicanus recebeu o nome substituto Eucteniza atoyacensis.
Em 1940, o biólogo americano Ralph V. Chamberlin descreveu Astrosoga rex, um novo gênero e espécie do Texas, enquanto Willis J. Gertsch e Stanley Mulaik descreveram A. stolida, também do Texas. Ambas as espécies de Astrosoga foram transferidas para Eucteniza em 2002.
Muitas mudanças taxonômicas ocorreram em uma revisão de 2013 pelos biólogos americanos Jason Bond [en] e Rebecca Godwin. Doze novas espécies foram descritas, muitas nomeadas em homenagem a localidades próximas, povos indígenas ou figuras históricas mexicanas. Os nomes de outras espécies incluem o clube noturno Cabo Wabo [en] de Cabo San Lucas e um personagem de Battlestar Galactica. Tanto E. rex quanto E. stolida foram sinonimizados com E. relata, e a anteriormente descrita E. atoyacensis (Enrico mexicanus de Pickard-Cambridge) foi declarada um nomen dubium: como foi originalmente descrita com base em um espécime filhote, não está claro se representa uma espécie distinta. Assim, a partir de 2013, um total de 14 espécies válidas são reconhecidas.

### Espécies e distribuição
As diferentes espécies de Eucteniza são distinguidas por diferenças no tamanho corporal, proporções dos membros, número de espinhos tibiais e formato das espermatecas das fêmeas, além da localização geográfica. A maioria das espécies é conhecida apenas por espécimes machos, mas E. rosalia e E. panchovillai são conhecidas apenas por fêmeas. As espécies de Eucteniza estão distribuídas pelo centro e norte do México, grande parte do Texas e a parte inferior da península da Baixa Califórnia. Muitas espécies são conhecidas apenas da localidade-tipo, o local onde o espécime-tipo ou espécimes foram originalmente coletados. A espécie com maior distribuição é E. relata, embora Bond e Godwin afirmem que a espécie é, na verdade, composta por múltiplas espécies crípticas ainda não nomeadas (espécies distintas agrupadas erroneamente como uma só) que exigirão pesquisas morfológicas ou genéticas adicionais para serem distinguidas.
|                                               | | |
| Espécie                                       | Distribuição geográfica T indica conhecido apenas da localidade-tipo. Fonte: Bond & Godwin 2013 salvo indicação contrária | Etimologia Fonte: Bond & Godwin 2013 salvo indicação contrária.                                                    |
| Eucteniza cabowabo Bond & Godwin, 2013        | Municípios de La Paz e Los Cabos, Baixa Califórnia do Sul                                                                 | Nomeado em homenagem ao restaurante Cabo Wabo [en] em Cabo San Lucas, México.                                      |
| Eucteniza caprica Bond & Godwin, 2013         | Tamaulipas, MéxicoT | Nomeado em referência ao modelo humanoideCaprica 6, personagem da série de televisão Battlestar Galactica de 2004. |
| Eucteniza chichimeca Bond & Godwin, 2013      | Querétaro, MéxicoT | Nomeado em homenagem ao povo indígena Chichimeca Jonaz.                                                            |
| Eucteniza coylei Bond & Godwin, 2013          | Morelos, MéxicoT | Nomeado em homenagem ao aracnólogo Fred Coyle, que coletou o espécime-tipo.                                        |
| Eucteniza diablo Bond & Godwin, 2013          | Município de La Paz, Baixa Califórnia do Sul                                                                              | Nomeado em homenagem ao Picacho del Diablo, o pico mais alto da Baixa Califórnia.                                  |
| Eucteniza golondrina Bond & Godwin, 2013      | Caverna das Andorinhas, San Luis Potosí, MéxicoT                                                                          | Nomeado em homenagem à localidade-tipo.                                                                            |
| Eucteniza hidalgo Bond & Godwin, 2013         | Hidalgo, MéxicoT | Nomeado em homenagem à localidade-tipo e à palavra espanhola para nobre ou cavalheiro.                             |
| Eucteniza huasteca Bond & Godwin, 2013        | Cânion La Huasteca, Nuevo León, MéxicoT                                                                                   | Nomeado em homenagem à localidade-tipo.                                                                            |
| Eucteniza mexicana Ausserer, 1875             | Conhecida apenas de um espécime da Cidade do México e do holótipo, cuja localidade é simplesmente "México".               | Não especificado originalmente. Mexicanus é latim, significando mexicano.                                          |
| Eucteniza panchovillai Bond & Godwin, 2013    | San Juan del Río, Durango, MéxicoT                                                                                        | Nomeado em homenagem ao revolucionário mexicano Pancho Villa, nascido em San Juan del Río.                         |
| Eucteniza relata (O. Pickard-Cambridge, 1895) | Ao longo do norte e centro do México, até o centro do Texas.                                                              | Não especificado originalmente. Relatus é latim, significando retornado ou relatado.                               |
| Eucteniza ronnewtoni Bond & Godwin, 2013      | Condados de Val Verde e Brewster, Texas                                                                                   | Nomeado em homenagem ao biólogo texano Ronald Newton.                                                              |
| Eucteniza rosalia Bond & Godwin, 2013         | Mulegé, Baixa Califórnia do Sul, MéxicoT                                                                                  | Nomeado em homenagem ao rio de Santa Rosalía.                                                                      |
| Eucteniza zapatista Bond & Godwin, 2013       | Paso de Cortes, Puebla, MéxicoT                                                                                           | Nomeado em homenagem aos Zapatistas, membros do Exército Libertador do Sul do México.                              |

### Classificação
Eucteniza é o gênero-tipo da família Euctenizidae, uma família da subordem Mygalomorphae anteriormente considerada uma subfamília de Cyrtaucheniidae. Dentro de Euctenizidae, Eucteniza é classificada na subfamília Euctenizinae. Comparações anteriores de características morfológicas e comportamentais sugeriam que o parente mais próximo de Eucteniza era Neoapachella rothi [en], uma aranha habitante de florestas encontrada no Arizona e Novo México, enquanto estudos mais recentes, incluindo análises de similaridades de DNA, sugerem uma relação mais próxima com Entychides [en], um gênero com várias espécies que variam do Arizona ao Texas e México.